# Azzi Fudd
Azzi Jazlyn Fudd (ur. 11 listopada 2002) – amerykańska koszykarka, występująca na pozycji rzucającej obrończyni. Od 2021 roku reprezentuje barwy drużyny University of Connecticut (UConn Huskies) w lidze NCAA Division I.

## College
Azzi Fudd rozpoczęła studia na Uniwersytecie Connecticut (UConn) w sezonie 2021/2022, będąc jedną z najwyżej ocenianych zawodniczek w historii rekrutacji do NCAA – uzyskała tytuł Gatorade National Player of the Year już jako druga uczennica, po Paige Bueckers.
W swoim pierwszym sezonie rozegrała 25 meczów (5 jako starterka), notując średnio 12,1 punktu, 2,7 zbiórki i 1,0 asysty na mecz, trafiając 43% rzutów za trzy.
W sezonie 2022/2023, Fudd rozpoczęła rozgrywki jako jedna z liderek zespołu i miała znakomity początek – zdobyła m.in. 32 punkty przeciwko Texasowi. W grudniu doznała poważnego urazu prawego kolana, który wykluczył ją z gry na ponad dwa miesiące. Powróciła dopiero w turnieju konferencji Big East. W całym sezonie zagrała tylko 15 meczów, notując średnio 15,1 punktu i 1,9 asysty.
W listopadzie 2023 Azzi doznała poważnego urazu kolana, przez który opuściła cały sezon 2023/2024.
Fudd wróciła do gry w listopadzie 2024. 12 lutego 2025 Azzi zdobyła 34 punkty (osobisty rekord), grając przeciwko St. John’s. 6 kwietnia Fudd wraz z drużyną wygrała starcie z South Carolina (82:59) w finale NCAA. Zdobyła 24 punkty.